# Cold Comfort Farm
Cold Comfort Farm ist ein komischer Roman der britischen Schriftstellerin Stella Gibbons, der erstmals im Jahr 1932 erschien. Der Roman parodiert die romantischen und in ihrer Handlung teils sehr dramatischen zeitgenössischen Erzählungen von Mary Webb, D. H. Lawrence, Sheila Kaye-Smith und Thomas Hardy, die alle auf dem Lande spielen. Gibbons karikiert aber auch ältere Klassiker der britischen Literatur wie die Werke der Geschwister Brontë.
Der Roman, für den Gibbons mit dem Prix Femina Étranger ausgezeichnet wurde, zählt zu den Klassikern der britischen Literatur des 20. Jahrhunderts. Er belegte Platz 88 bei der Wahl zum BBC Big Read, einer Liste der britischen Lieblingsbücher, die im Jahr 2003 von der britischen Rundfunkanstalt BBC einmalig erstellt wurde. Die britische Zeitung The Guardian nahm 2009 den Roman in die Liste der 1000 Romane auf, die jeder gelesen haben muss. Der britische Kritiker Robert McCrum wählte ihn 2014 erneut unter die 100 einflussreichsten englischsprachigen Romane und begründete diese Wahl mit dem Einfluss, den der Roman auf nachfolgende Schriftsteller hatte.
Cold Comfort Farm war der erste Roman, den Stella Gibbons veröffentlichte. 1940 erschien mit dem Erzählband Christmas at Cold Comfort Farm ein Prequel und 1949 mit dem Roman Conference at Cold Comfort Farm eine Fortsetzung. Obwohl sie danach noch fast ein halbes Jahrhundert schriftstellerisch tätig war, erreichte keiner ihrer späteren 22 Romane den Ruhm und die Anerkennung dieses Erstlingswerks. In einem Essay mit dem Titel Genesis of a Novel für das britische Satire-Magazin Punch verglich Gibbons selbst das Buch mit einem „nicht ignorierbaren alten Onkel, dem man dankbar sein muss, weil er einem so ein reichhaltiges Taschengeld zur Verfügung stellt, der aber auch häufig nur peinlich und langweilig ist.“
Der Roman wurde mehrfach verfilmt, 1995 unter demselbigen Titel vom britischen Star Regisseur John Schlesinger. Die Hauptrolle übernahm Kate Beckinsale, zusammen mit anderen britischen Schauspielstars wurde die Verfilmung ein großer Erfolg. Den Film gibt es mittlerweile als DVD und Hörbuch.

## Inhalt
Nach dem Tod ihrer Eltern stellt die junge Flora Poste fest, dass ihr Erbe nicht ausreicht, um ihren Lebensunterhalt zu sichern – durch ihre sorgfältige Erziehung wurde sie zwar in allen Künsten unterrichtet, jedoch nicht in der, ein eigenes Gehalt zu verdienen. Sie entscheidet sich deshalb, Zuflucht bei ihren entfernten Verwandten zu suchen, die auf der isolierten Cold Comfort Farm nahe dem (fiktiven) Örtchen Howling in Sussex leben. Die Bewohner dieses Hofes – Tante Ada Doom, die Starkadders und ihr erweiterter Familienkreis sowie ihre Arbeiter – fühlen sich verpflichtet, die junge Frau aufzunehmen, weil sie einstmals Flora Postes Vater ein Unrecht angetan hatten, das im Verlauf des Romans nicht genauer spezifiziert wird.
Die Farm ist heruntergekommen und wie es für eine spezifische Form von Liebesromanen des 19. und 20. Jahrhunderts typisch war, hat jeder der Bewohner ein seit langem bestehendes emotionales Problem, dessen Ursache entweder Ignoranz, Hass oder Angst ist. Flora, die als nüchterne, pragmatisch und urban geprägte Frau dargestellt ist, beschließt, mit ihren spezifischen Fähigkeiten und bewaffnet mit ihrem Ratgeber Der gesunde Menschenverstand (im englischen Original: The Higher Common Sense) ihren Verwandten bei der Lösung ihrer Probleme zu helfen und damit ihr Leben auf der Farm so angenehm wie möglich zu gestalten.

## Zeitpunkt der Handlung
Der Erzähler lässt die Handlung nach 1932 spielen. Aus einzelnen Anmerkungen lässt sich schließen, dass zum Zeitpunkt der Handlung das Jahr 1946 bereits Vergangenheit ist und dass es zwischenzeitlich einen Krieg zwischen Großbritannien und Nicaragua gab. Beiläufig werden außerdem einige technische Neuerungen erwähnt: ein Telefon, bei dem die Anrufer einander sehen können, sowie Lufttaxis, die weit verbreitet genutzt werden. Auch wird prophezeit, dass der elegante Londoner Stadtteil Mayfair sich über die nächsten Jahre zu einem Slum entwickelt.

## Figuren der Romanhandlung
In London:
- Flora Poste: Die Hauptfigur des Romans, eine Neunzehnjährige, die in einem Internat erzogen wurde und deren Eltern vor kurzem verstorben sind.
- Mary Smiling: Eine 26-jährige wohlhabende Witwe, mit der Flora Poste bekannt ist
- Charles Fairford: Floras in London lebender Cousin, der Pfarrer werden will.

In Howling, Sussex:
- Judith Starkadder: Floras Cousine, die mit Amos verheiratet und stark von ihrem Sohn Seth eingenommen ist.
- Seth Starkadder: jüngster Sohn von Amos und Judith und Vater von vier unehelichen Kindern. Er wird als sehr gut aussehend beschrieben und verfügt über eine magnetische Anziehungskraft auf Frauen. Seine Leidenschaft gilt jedoch dem Film. Diese Figur ist eine Parodie auf die Figur des Wildhüters Oliver Mellors in D. H. Lawrences Roman Lady Chatterley.
- Ada Doom: Judiths Mutter, eine zurückgezogen lebende Witwe, der die Cold Comfort Farm gehört und die alle Einwohner der Farm bereits durch ihre reine Anwesenheit terrorisiert. Sie klagt ständig darüber, dass sie als Mädchen etwas Schreckliches im Holzschuppen gesehen habe. Mit Ada Doom karikiert Gibbons die Figur der "Mad Woman in the Attic", der Verrückten auf dem Dachboden, einer in Charlotte Brontës Roman Jane Eyre wesentlichen Figur.
- Adam Lambsbreath: Ein 90-jähriger Knecht, dessen Leidenschaft den Kühen der Farm gilt – und Elfine, einer der jüngsten Hofbewohnerinnen.
- Mark Dolour: Ein weiterer Knecht, der auf dem Hof lebt
- Amos Starkadder: Judiths Ehemann und Prediger einer Brüdergemeine, dessen Lieblingsthema die ewigen Höllenqualen sind, die jeden erwarten
- Amos’ Stiefvettern: Micah, verheiratet mit Susan; Urk, ein Junggeselle, dem Elfine seit ihrer Geburt als zukünftige Ehefrau versprochen ist; Ezra, verheiratet mit Jane; Caraway, verheiratet mit Lettie; Harkaway.
- Amos’ Stiefbrüder: Luke, verheiratet mit Prue; Mark, geschieden von Susan und verheiratet mit Phoebe
- Reuben Starkadder: Amos’ und Judiths ältester Sohn, der eines Tages Cold Comfort Farm erben wird. Er ist eifersüchtig auf jeden, der das verhindern könnte.
- Meriam Beetle: Magd auf der Farm und Mutter von Seths vier unehelichen Kindern. Gezeugt wurden diese Kinder jeweils in den Frühlingsmonaten. Bei Meriam als naturverbundener Frau verlaufen die Geburten komplikationslos. Bereits einen Tag später kann sie ihre Arbeit wieder aufnehmen.
- Elfine: die intelligente, naturliebende Tochter von Amos und Judith, die sich in Richard Hawk-Monitor, den Sohn des örtlichen Großgrundbesitzers verliebt
- Mrs Beetle: eine Putzfrau, die sensibler ist als die Starkadders
- Mrs Murthe: Besitzerin des The Condemn’d Man, einer Kneipe
- Mr Meyerburg, von Flora als Mr. Mybug bezeichnet. Er ist ein Schriftsteller, der Flora nachstellt und behauptet, dass sie seine Avancen nur deshalb ablehnt, weil sie sexuell verklemmt sei. Er arbeitet an einer Abhandlung, die belegen soll, dass das gesamte Werk der Brontë-Schwestern von ihrem Bruder Branwell Brontë geschrieben wurde.
- Rennet: ungeliebte Tochter von Susan und Mark
- Dr. Müdel: österreichischer Psychoanalytiker
- Mr Earl P. Neck: amerikanischer Filmproduzent

Und außerdem:
- Graceless („Reizlos“), Aimless („Ziellos“), Feckless („Nutzlos“), and Pointless („Zwecklos“): die Kühe der Farm, um die sich Adam Lambsbreath kümmert
- Viper: der eigenwillige Wallach, der überwiegend als Kutschpferd eingesetzt wird
- Big Business: Der Stier, der den größten Teil seines Lebens im Stall verbringt und dessen klägliches Brüllen häufig zu vernehmen ist

## Weiterentwicklung der Figuren
Am Ende des Romans ist es Flora mit Hilfe ihres Ratgebers Der gesunde Menschenverstand gelungen, die Probleme aller wesentlichen Figuren zu lösen:
- Meriam: Flora lehrt sie den Einsatz von Verhütungsmitteln – im darauffolgenden Frühjahr bleibt zur Überraschung vieler die Geburt eines weiteren unehelichen Kindes aus.
- Seth: Ihn stellt Flora einem Hollywood-Produzenten vor und innerhalb kurzer Zeit wird Seth auf Grund seiner Anziehungskraft zum Filmstar.
- Amos: wird von Flora überredet, sich ein Auto zu kaufen und zum Wanderprediger zu werden. Seine Predigten über die ewige Verdammnis, der nur wenige entkommen werden, finden auch Gehör bei einem amerikanischen Prediger. Amos setzt deshalb seine Predigtreise in Nordamerika fort. Er verliert jegliches Interesse an Cold Comfort Farm und überlässt die Leitung des Hofes Reuben.
- Elfine: Flora bringt ihr gutes Benehmen und die Wahl der richtigen Kleidung bei. Auf einem Ball nimmt Elfine daraufhin alle mit ihrer Schönheit und Grazie ein. Richard Hawk-Monitor macht ihr noch vor Ende des Balls einen Heiratsantrag. Dieser wird zunächst von Richards Mutter entschieden abgelehnt, bis sie erfährt, dass auch die Familie Starkadder diese Verbindung ablehnt. Sie reagiert mit Empörung darüber, dass eine sozial so weit unten stehende Familie Einwände gegen eine Einheirat ihres Sohnes hat, und so kommt es binnen weniger Wochen zum Ehebund.
- Urk: Zunächst tief verzweifelt darüber, dass Elfine ihn verlässt, entdeckt er sehr schnell seine Leidenschaft für die Magd Meriam und heiratet diese.
- Mr Mybug: verliebt sich in Rennet und heiratet sie schließlich.
- Judith: Flora engagiert den Psychoanalytiker Dr. Müdel. Diesem gelingt es während eines einzigen Mittagessens, Judiths Obsession für Seth auf ihn umzulenken. Sie lebt nun in der von ihm geleiteten Anstalt. Dr. Müdels Ziel ist es, ihre Obsession langfristig auf alte Kirchen Kontinentaleuropas zu richten.
- Ada: Mit Hilfe einer Ausgabe des Vogue-Magazins sowie einer Reisebroschüre macht Flora Ada klar, dass es Zeit sei, „das Schreckliche“, das sie als Kind im Holzschuppen gesehen habe, zu vergessen und ihr Leben zu genießen. Ada reist nach Paris ab.
- Adam: Da für den 90-jährigen ein Leben ohne Elfine unvorstellbar ist, wird er Kuhhirte auf Hautcouture Hall, dem Großgrundbesitz, auf dem Elfine nach ihrer Heirat mit Richard Hawk-Monitor lebt. Die Kühe Graceless, Aimless, Feckless und Pointless folgen ihm dorthin nach.
- Big Business: Flora lässt den Stier aus seinem Stall. Er verbringt seine Tage nun auf der Weide.
- Reuben: Sein Lebenstraum geht in Erfüllung: Er wird zukünftig die Cold Comfort Farm leiten.
- Flora heiratet Charles.

## Ausgaben
- Erstausgabe: Cold Comfort Farm. Longmans, London 1932, OCLC 488370934.
- Penguin Classics Deluxe Edition: Cold Comfort Farm, mit Illustrationen von Roz Chast und einer Einleitung von Lynne Truss, London, 2006, ISBN 978-0-14-303959-4.
- E-Book: Penguin Classics (Kindle Edition), London 2008, ISBN 978-0-14-144159-7.
- Aktuelle Taschenbuchausgabe: Penguin Essentials, London 2011, ISBN 978-0-241-95151-4.
- Deutsche Übersetzung von Veronika Dünninger: Ullstein, Berlin 1998, ISBN 3-548-24349-5.